# Lamara Chkonia
Lamara Chkonia, née le 27 décembre 1930 à Batoumi et morte le 14 mars 2024 à Tbilissi , est une soprano géorgienne.

## Biographie
Lamara Chkonia naît le 27 décembre 1930 à Batoumi.
Elle est diplômée du Conservatoire d'État de Tbilissi en 1956. De 1956 à 1960, et de 1968 à 1990, elle est soliste au théâtre d'opéra et de ballet de Tbilissi. De 1960 à 1968, elle se produit au théâtre d'opéra de Kiev.
Lamara Chkonia meurt le 14 mars 2024. Elle est inhumée le 19 mars.